# Мельница самоизмельчения
Мельница самоизмельчения — измельчительная машина, в которой разрушение материала происходит в результате удара кусков друг о друга при падении, вследствие истирания при качении кусков в каскадной зоне, а также вследствие ударов и сжатий, наносимых набегающими лифтёрами в зоне «ложного носка» по уплотнённой компактной части материала.

## Характеристики
- крупность подаваемого материала — от 250мм
- крупность готового продукта 0 до 6мм
- производительность — до 900т/ч
- диаметр барабана — до 8700мм

## Применение
- измельчение породы в горнорудной промышленности (мельницы мокрого измельчения)
- измельчение породы в производстве строительных материалов (мельницы сухого и мокрого самоизмельчения)

## Рабочие инструменты
- мельницы мокрого самоизмельчения
- короб загрузочный
- камера домола
- подшипники
- привод
- защитный экран
- мельницы сухого самоизмельчения
- подшипник
- барабан
- крышка торцовая
- отражательные кольца (дефлекторы)
- лифтёры
- воронка разгрузочная

## Классификация
- мельницы мокрого самоизмельчения
- мельницы сухого самоизмельчения

## Производители
- Днепротяжмаш
- ОАО "Тяжмаш" (г. Сызрань)
- Техника и Технология Дезинтеграции
- УЗТМ — Уральский завод тяжелого машиностроения